# Шило Олег Олегович
Олег Олегович Шило (нар. 5 квітня 1991 — пом. 8 липня 2020) — солдат 30-ї окремої механізованої бригади Збройних сил України, учасник російсько-української війни на Сході України.

## Короткий життєпис
З 2009 року по 2010 рік служив строкову службу в 138-ій радіотехнічній бригаді в м. Васильків Київської області.
Брав активну участь у Революції гідності. Невдовзі після початку війни прийшов у військкомат добровольцем. Але того разу потрапити на передову йому не судилося: в навчальному центрі «Десна» не пройшов медкомісію через проблеми зі здоров'ям.
26 грудня 2019 року підписав контракт із ЗСУ. Солдат, стрілець-помічник гранатометника в 30-й окремій механізованій бригаді імені Костянтина Острозького.
Загинув 8 липня 2020 року, зазнавши кульового поранення під час обстрілу позицій ЗСУ зі стрілецької зброї та великокаліберних кулеметів у районі м. Попасна. Військові медики робили все можливе, аби врятувати Олега, ще живим його доправили до лікарні. Там лікарі ще півтори години боролись за його життя, однак серце бійця зупинилось.
Похований 11 липня на Алеї героїв Берковецького кладовища в Києві. Залишилися мати, сестра та вітчим.